# Franco Gramenzi
Franco Gramenzi (Teramo, 13 settembre 1963) è un allenatore di pallacanestro italiano, head coach di Pall. Roseto.

## Carriera

### Esordi
Inizia la sua carriera nel mondo della palla a spicchi nel 1982 allenando il settore giovanile del Teramo Basket, impegno che porterà avanti fino al 1987. Ed è sempre con i colori della società della sua città natia che Gramenzi inizia la sua vera ascesa: nella stagione 1987-88 conduce la formazione biancorossa alla promozione dalla serie D alla serie C e nell'anno successivo (1988-89) continuerà a guidare la formazione teramana nel campionato di serie C, concludendo il percorso in 6ª posizione in classifica.
Nelle due seguenti stagioni (1989-90 e 1990-91) coach Gramenzi si trasferisce alla San Benedettese Basket dove torna a occuparsi di settore giovanile, ma nel secondo anno della sua permanenza a San Benedetto fa il suo esordio nel campionato di Serie B2 in qualità di vice allenatore.
Ed è proprio questa esperienza a consentirgli, nelle tre stagioni successive (1991-92, 1992-93 e 1993-94), di sedere sulla panchina di Campli come capo allenatore in Serie B2 e di conquistare la sua prima promozione in Serie B1 (1993-94).

### Primo ritorno a Teramo, Scafati ed Orlandina
Gramenzi torna nella sua Teramo dove resta per ulteriori tre stagioni (1994-95, 1995-96 e 1996-97) guidando la squadra nel campionato di serie B2, arrivando a giocare lo spareggio promozione nel primo anno, conquistando la promozione in serie B1 nel secondo anno (dopo un percorso netto che ha visto Teramo arrivare in 1ª posizione sia nella regular season che nella pool promozione) e disputando il suo primo campionato in serie B1 nel terzo anno.
La stagione successiva (1997-1998) lo vede alla guida della compagine della Scafati Basket, con la quale ottiene un'ulteriore promozione dalla B2 alla B1 (anche in questa occasione mantenendo la vetta della classifica sia in regular season che nella pool promozione).
Nei due anni seguenti (1998-99 e 1999-00) vive la realtà della Rieti in serie B d'Eccellenza, con cui nella prima stagione (1998-99) arriva in 1ª posizione nella regular season e partecipa ai quarti di finale play-off promozione, e nella seconda (1999-00) dopo essersi qualificata in 2ª posizione nella stagione regolare, arriva a disputare la finale play-off promozione.
La stagione successiva (2000-01) coach Gramenzi arriva in corsa (dicembre 2000) sulla panchina dell'Orlandina Basket, con la quale ottiene la sua prima promozione in Legadue.

### Secondo ritorno a Teramo, Veroli e Barcellona Pozzo di Gotto
Nelle tre stagioni successive (2001-02, 2002-03 e 2003-04) il tecnico torna a Teramo alla guida della squadra militante in serie B d'Eccellenza, dove nel primo anno partecipa alla finale di Coppa Italia e conquista la promozione in Legadue (dopo essere arrivata in 2ª posizione in regular season), nel secondo anno domina il campionato di Legadue arrivando in 1ª posizione e conquistando la promozione in serie A, e nel terzo anno disputa il campionato della massima serie nazionale concludendo la stagione in 14ª posizione in classifica.
Dopo aver conquistato la permanenza nella prima serie nazionale con il Teramo Basket, Gramenzi scende di categoria (Legadue) tornando in terra campana alla guida della Scafati Basket in A2 (2004-05), con cui arriva in 3ª posizione nella regular season, partecipa alle semifinali play-off promozione e alla finale di Coppa Italia.
Anche l’anno seguente (2005-06) resta in A2, arrivando in corsa (dicembre 2005) sulla panchina della Junior Casale Monferrato, che al termine della stagione retrocede in serie B d'Eccellenza, per poi essere ripescata.
Nella stagione 2006-07 è l’head coach del Veroli Basket, con cui vince il campionato di B d'Eccellenza portando la formazione ciociara in Legadue e partecipa alle semifinali di Coppa Italia. Nella stagione seguente (2007-08) viene prima confermato e poi esonerato (novembre 2008) dal club verolano.
Nella stagione 2008-09 torna, ancora una volta, a Scafati, che milita in Legadue, dove però viene esonerato a febbraio del 2009.
A seguire (2009-10) Gramenzi approda in terra siciliana alla guida del Basket Barcellona, con cui partecipa alle semifinali di Coppa Italia e vince il campionato di serie A Dilettanti, dopo essersi qualificato in 1ª posizione nella stagione regolare e aver vinto i play-off promozione.

### Ferentino
L'allenatore teramano si trasferisce a Ferentino, subentrando a dicembre 2010. Vi rimane per le cinque successive stagioni (2010-11, 2011-12, 2012-13, 2013-14 e 2014-15). Nel 2010-11 arriva in 5ª posizione nel campionato di Serie A Dilettanti, nel 2011-12 dopo essere arrivato in 2ª posizione in classifica nel campionato di Serie A Dilettanti, conquista il campionato portando la FMC in A2. Nel 2012-13 partecipa ai quarti di finale di Coppa Italia e conclude il campionato di Legadue in 10ª posizione in classifica, nel 2013-14 conclude il campionato in 9ª posizione nel campionato di Divisione Nazionale A Gold (A2), nel 2014-15 arriva in 6ª posizione del girone Gold di A2, prende parte ai quarti di finale play-off promozione e alla finale di Coppa Italia di categoria.

### Latina
Il 5 giugno del 2015 Franco Gramenzi lascia la panchina della FMC Ferentino per approdare alla corte della compagine nerazzurra del Latina Basket militante in Serie A2, con la quale nella stagione 2015-16, a seguito della modifica dei campionati e della creazione di una sola Serie A2 suddivisa in Girone Est e Girone Ovest, ha preso parte alla conference Ovest conquistando la permanenza nella categoria chiudendo in 12ª posizione. Il tecnico viene confermato dalla Benacquista per ulteriori tre annate: nella stagione 2016-17 arriva in 9ª posizione conquistando la permanenza nella categoria con 6 giornate di anticipo e sfiorando l'accesso alla post season, così come nella stagione 2017-18 in cui si qualifica sempre in 9ª posizione e solo per un discorso di differenza canestri non accede alla griglia play-off. Nella stagione 2018-19 coach Gramenzi porta Latina alla qualificazione alla Final Eight di Coppa Italia, in cui ha affrontato la Treviso Basket, e, nonostante le vicissitudini legate alla classifica del girone Ovest del campionato di Serie A2 per via dell'esclusione di Siena dalla competizione (con conseguente decurtazione di 4 punti in classifica per i nerazzurri che avevano vinto entrambi gli incontri), riesce a partecipare agli ottavi di finale play-off promozione qualificandosi in 8ª posizione e tenendo testa alla Montegranaro (2ª del girone Est) fino a Gara 5.

### Roseto
Separatosi dal Latina Basket nel maggio 2023, successivamente si trasferisce alla Pallacanestro Roseto in Serie B Nazionale, con la quale nella stagione 2023-2024 sfiora la promozione in Serie A2 perdendo gara 5 della finale dei play off contro la Libertas Livorno. 
La stagione 2024-2025, coach Gramenzi viene riconfermato sulla panchina della squadra rosetana e con la quale ottiene la promozione in Serie A2 e la vittoria della Supercoppa LNP di Serie B.

## Palmarès
| 1987-1988 – Teramo Basket    | Dalla Serie D alla Serie C                |
| 1993-1994 – Campli           | Dalla Serie B2 alla Serie B1              |
| 1995-1996 – Teramo Basket    | Dalla Serie B2 alla Serie B1              |
| 1997-1998 – Scafati Basket   | Dalla Serie B2 alla Serie B1              |
| 2000-2001 – Orlandina        | Dalla Serie B d'Eccellenza alla Serie A2  |
| 2001-2002 – Teramo Basket    | Dalla Serie B d'Eccellenza alla LegaDue   |
| 2002-2003 – Teramo Basket    | Dalla LegaDue alla Serie A1               |
| 2006-2007 – Veroli Basket    | Dalla Serie B d'Eccellenza alla LegaDue   |
| 2009-2010 – Barcellona       | Dalla Serie A Dilettanti alla LegaDue.    |
| 2011-2012 – Basket Ferentino | Dalla Divisione Nazionale A alla LegaDue. |
| 2024-2025 – Pall. Roseto     | Dalla Serie B alla Serie A2.              |